# 白亨南
白 亨南（ペク・ヒョンナム、朝鮮語: 백형남、1915年11月3日 - 1950年）は、日本統治時代の朝鮮の教員、校長、大韓民国の政治家。制憲韓国国会議員。本貫は水原白氏。

## 経歴
全羅北道益山郡黄登面（現・益山市）出身。咸羅公立普通学校（現・咸羅初等学校）、全州新興中学校を卒業後、日本大学文学部に入学した。これについて、3年次に中退したとも、修了したとも言われている。完州郡鳳東面私立永興学校の教員、黄登私立ケドン学校の教員と校長を務めたほか、黄登殉国青年同盟委員長、大韓独立促成国民会黄登支会副委員長、韓国光復青年会全北監察委員長と益山郡委員長、大同青年団益山軍団長、黄登軍団長などを務めた。1948年の初代総選挙に大同青年団の公認で益山郡甲選挙区から当選し、国会議員を1期務めた。1950年、朝鮮戦争の際に故郷で北朝鮮軍に殺害されたが、詳細な日時や状況はわからない。